# Liottchik
Pour plus de détails, voir Fiche technique et Distribution.
The Pilot ou Liottchik (Лётчик) est un film russe réalisé par Renat Davletiarov, sorti en 2021,,.

## Fiche technique
- Photographie : Semion Yakovlev
- Musique : Pavel Kovalenko, Roman Voloznev
- Décors : Artiom Kuzmin, Renat Gonibov, Lioudmila Rybalko
- Montage : Rodion Nikolatchuk

## Distribution
- Piotr Fiodorov : Nikolaï Komlev
- Anna Peskova (ru) : Olga
- Pavel Osadchy : Mikhaïl
- Maksim Yemelyanov : Ignat
- Yevgeny Mikheev : Nikodim Grechnev
- Gela Meskhi : Major
- Roman Knizka : Aubert Lemke
- Nikoloz Paikridze : Suladze[4]
- Valery Grishko (ru) : le forgeron
- Elena Drobysheva (ru) : la femme du forgeron
- Alexandre Galibine : chirurgien[5]
- Irina Medvedeva : Nadejda
- Maria Poezzhaeva : Zina
- Andrey Ilyin : le père de Micha